# Vila Franze Strosse
Vila Franze Strosse (též Strossova vila) je vila zbudovaná v letech 1923–1925 v Liberci pro průmyslníka a obchodníka Franze Strosse. Architektonický návrh vily, která svými oblými tvary evokuje loď, zpracoval německý architekt Thilo Schoder.

## Historie
Projektová dokumentace vily pochází z roku 1923. Realizaci stavby pak provedl v letech 1923–1925 stavitel Adolf Bürger. Investoři, manželé Strossovi s rodinou, nicméně ve vile žili jen 11 let, pak byli vzhledem ke svému židovskému původu nuceni odstěhovat se do Jižní Ameriky. Výrazné stavební změny ve vile proběhly v období 1945–1989, kdy byl objekt postupně sídlem německé policie, poté zdravotním ústavem a hygienickou stanicí. Od roku 1987 je Strossova vila kulturní památkou. V letech 1998–2001 proběhla celková rekonstrukce objektu, která se jednak pokusila zachovat některé dochované historické prvky interiéru, jednak vrátit některým prostorám jejich původní charakter, a pak také přizpůsobit budovu aktuální potřebám (světlíky, výtah).
V budově sídlí Krajská hygienická stanice Libereckého kraje.

## Zajímavost
Manželé Strossovi bydleli v Alexandrii, až egyptská revoluce roku 1919 je přiměla přesídlit do Liberce. Zde se na rozlehlém pozemku s výhledem (výměra cca 40 000 m²) rozhodli postavit dům ve venkovském stylu („Landhaus“). Nautický charakter vily, typický pro dynamický expresionismus, je připisován přání paní Hildy Strossové, manželky Franze Strosse, která si prý přála žít v domě, jenž jí bude připomínat její oblíbené plavby po Nilu. Sádrový model domu, který architekt Thilo Schoder v roce 1924 vystavoval ve svém ateliéru, nesl označení „Nildampfer“ („Nilský parník“).

## Architektura
Při návrhu vily byl Thilo Schoder zřejmě inspirován svým učitelem Henrym van de Velde, především jeho organickým cítěním architektury a silou linií. Další inspirací mohl být Frank Lloyd Wright, a to zejména v horizontalitě stavby a terasovitém uspořádání stlačených pater s výraznými římsami.
Centrální vchod do domu je umístěn uprostřed hlavního traktu, levý trakt pak tvoří pomyslnou příď a pravý trakt záď této vily ve tvaru lodi. Oba boční trakty potom nesou, podobně jako příď a záď skutečné lodi, velké terasy.
Vila byla technicky velmi pokrokově řešena: centrální vytápění s malými větracími šachtami s průduchy ve dveřích, okapy zabudované ve zdi, monolitické stropy zavěšené na ocelových táhlech, centrálně vyhřívaný skleník. V objektu byly použity exkluzivní materiály, které dodal sám obchodník Franz Stross: exotická dřeva z Afriky, různé druhy mramorů, opálová skla, speciální keramické obklady, měděná střecha. Tomu odpovídaly i celkové náklady na výstavbu domu, které činily 6 500 000 korun.
Vila je unikátním příkladem expresionistické architektury na území České republiky.

#### Exteriér vily

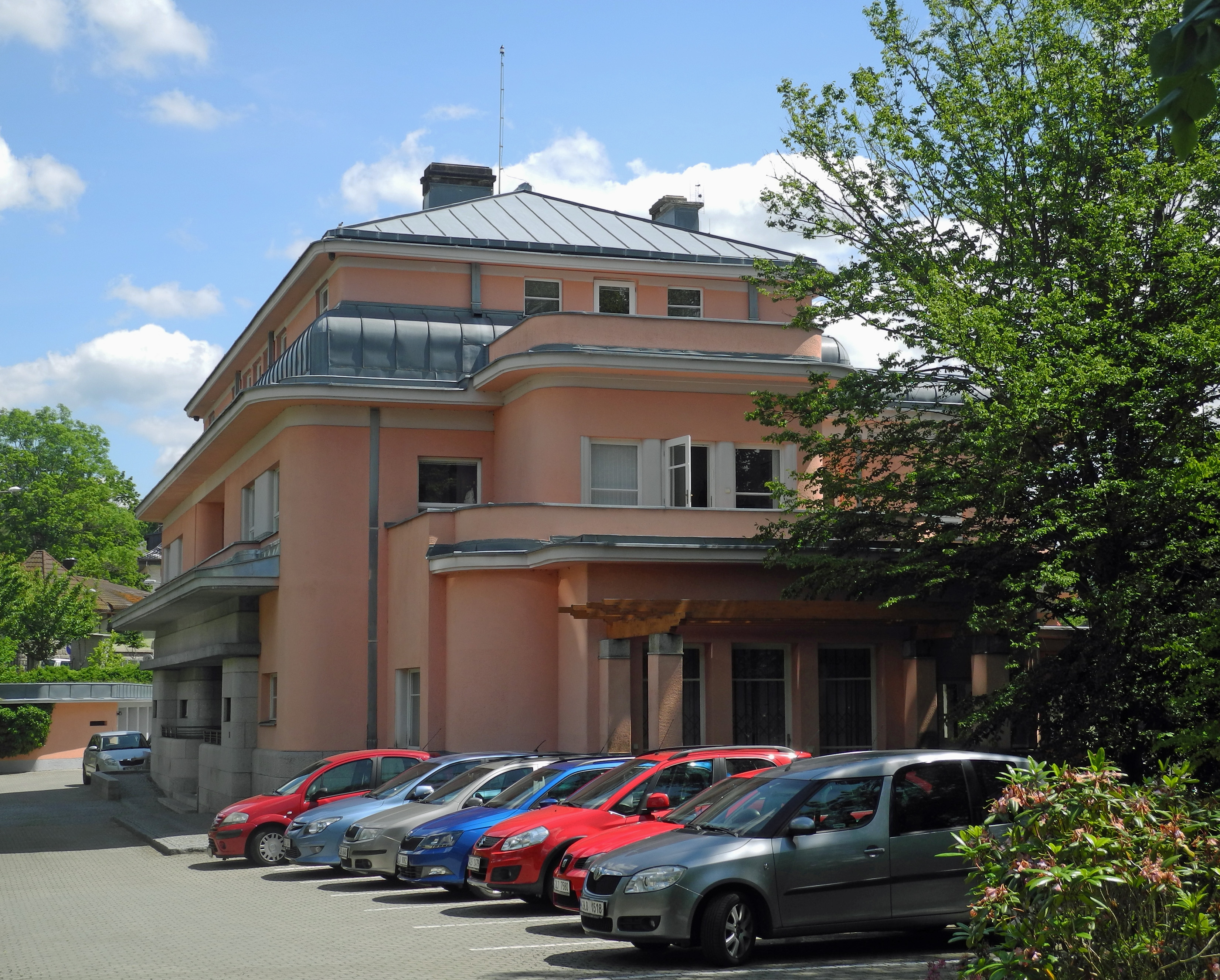
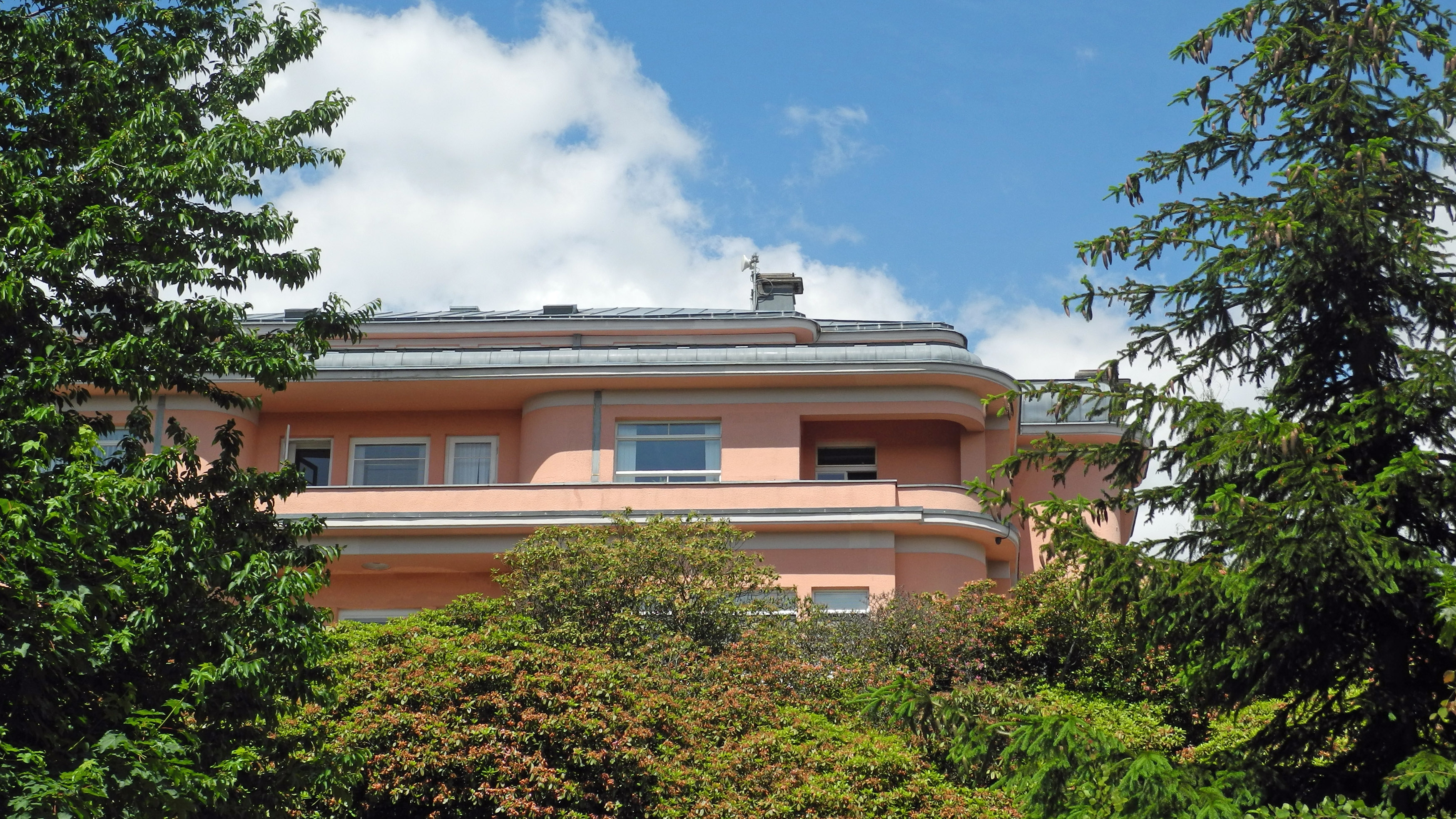
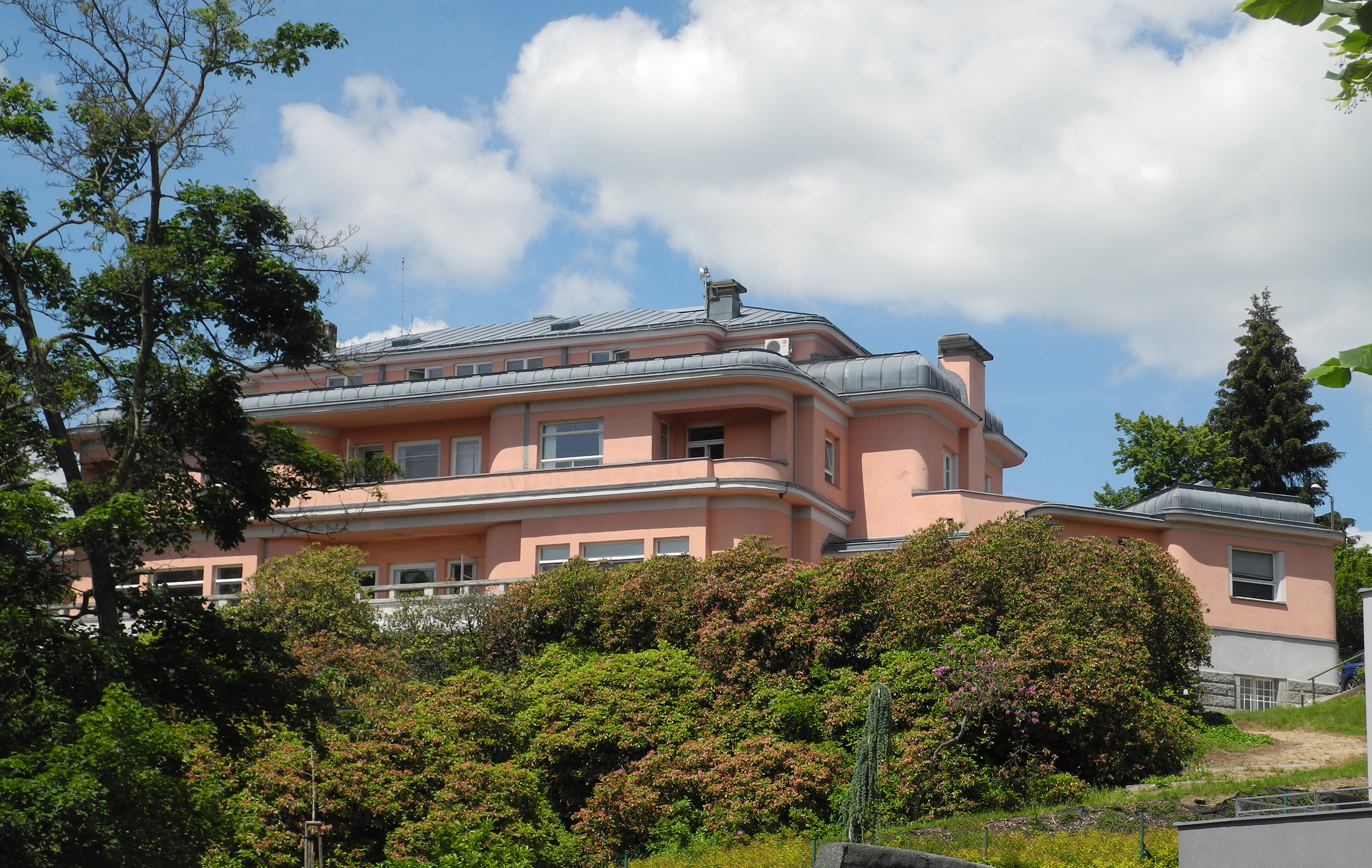

## Galerie

#### Interiér vily

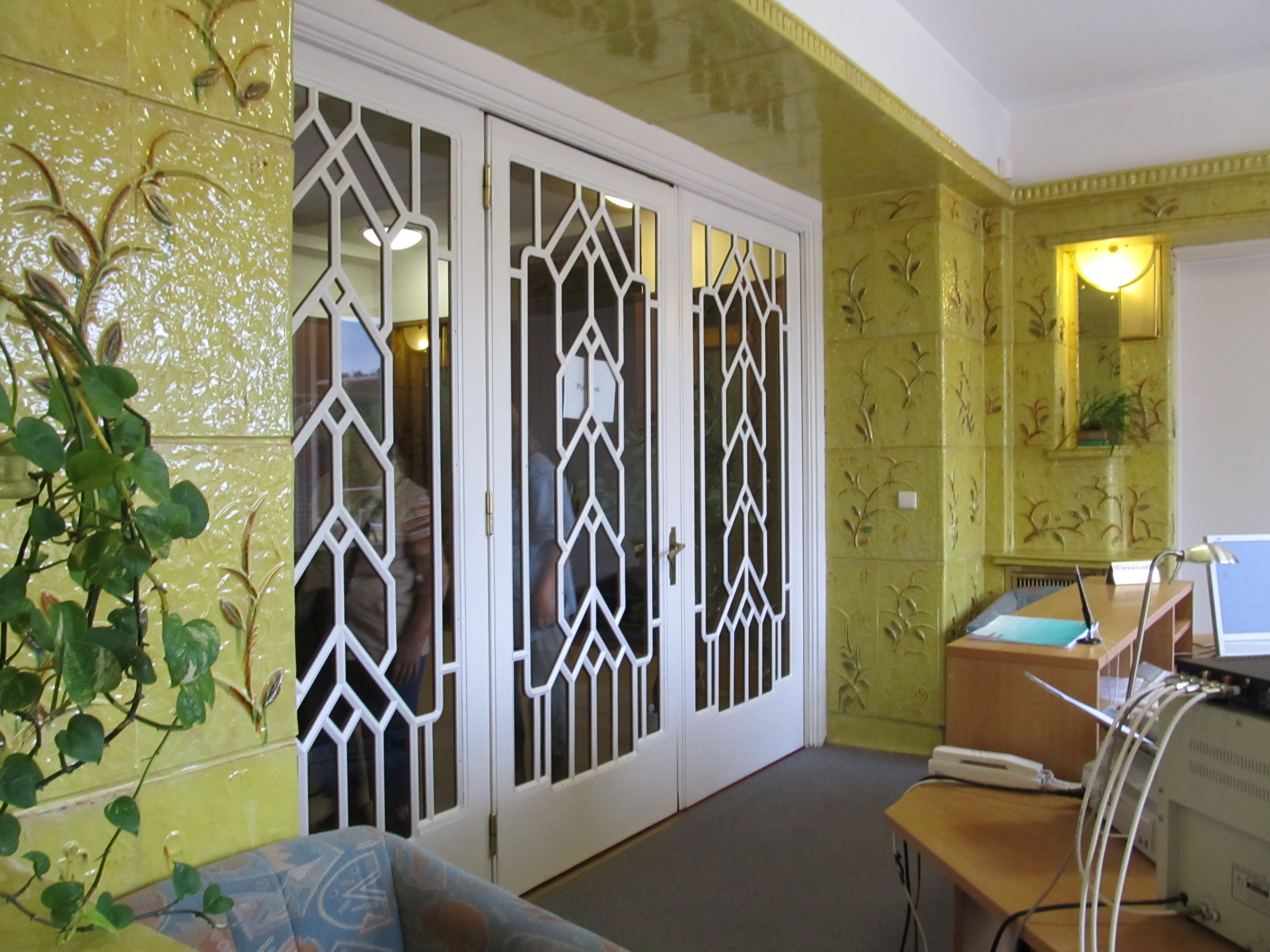
Dveře
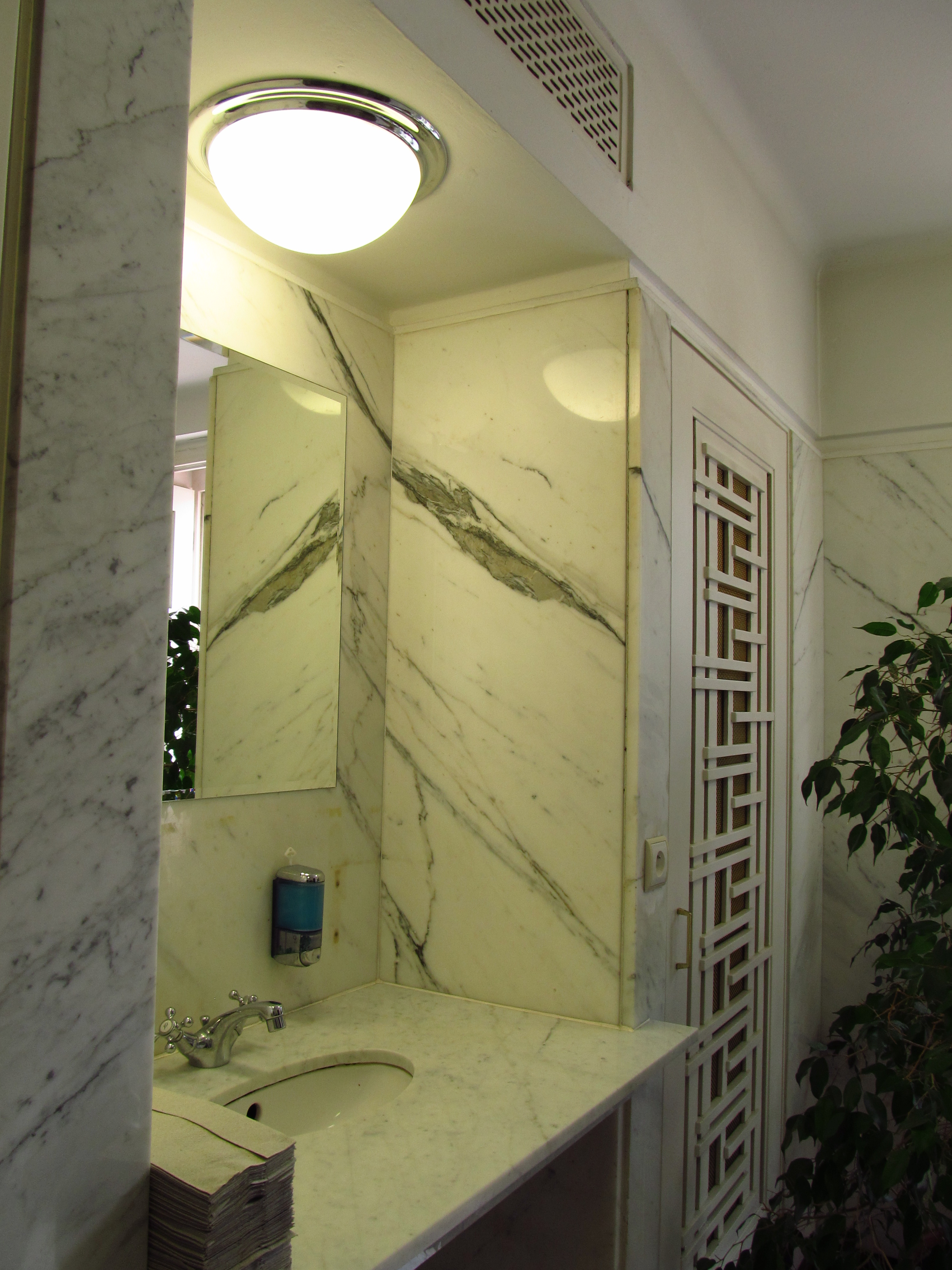
Koupelna
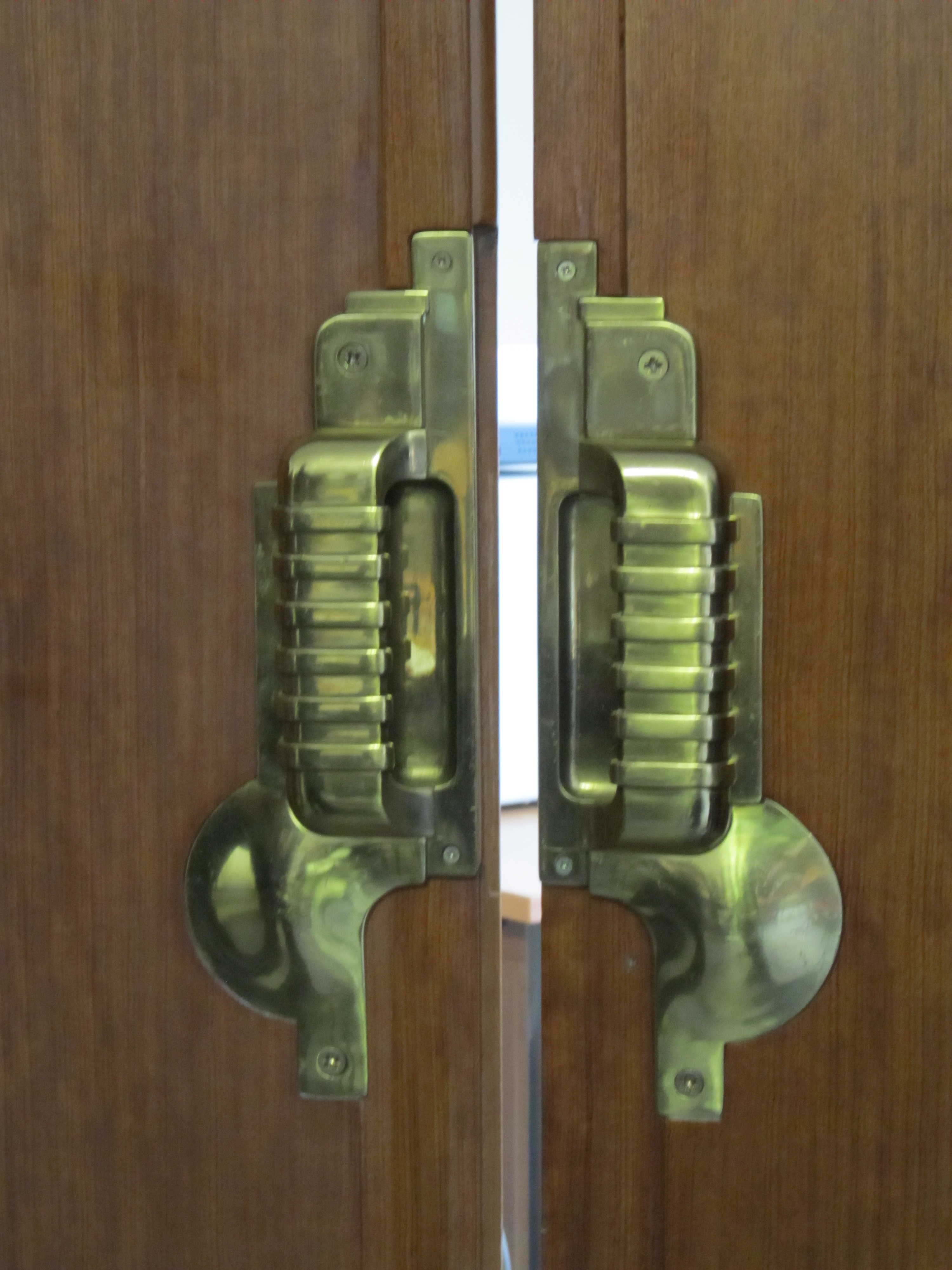
Madla dveří
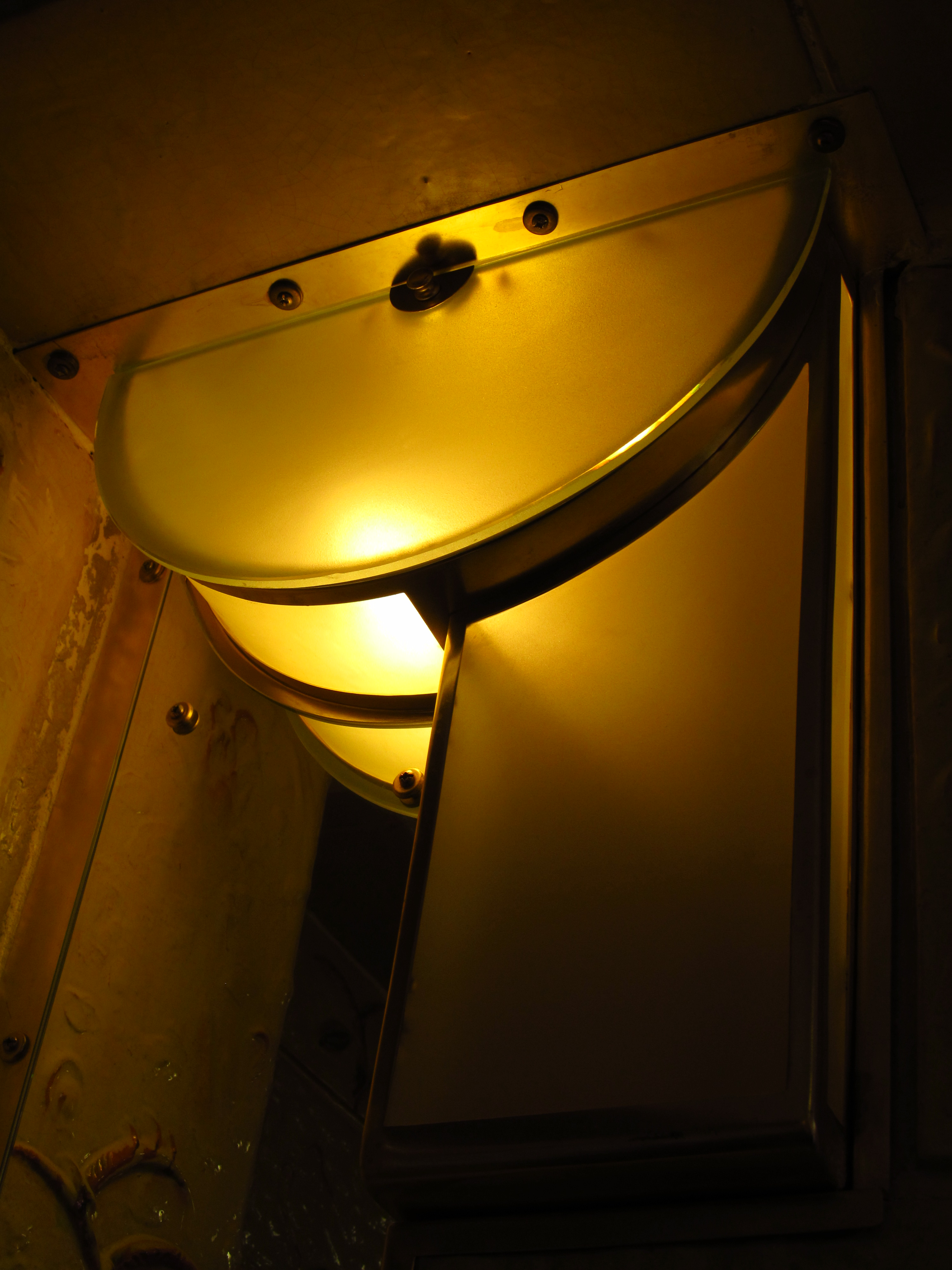
Osvětlení